# Iwan Milew

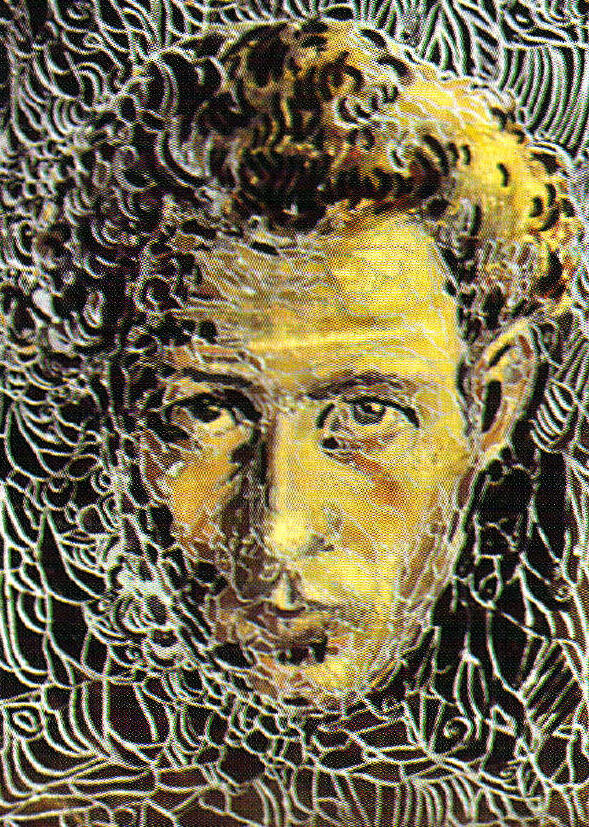
Iwan Milew, Selbstporträt

Iwan Milew, eigentlich Iwan Milew Lalew, bulgarisch Иван Милев, (* 19. Februar 1897 in Kasanlak; † 29. Januar 1927 in Sofia) war ein bulgarischer Maler.

## Leben
Milew studierte von 1922 bis 1925 an der Kunstakademie in Sofia. Er gehörte zu den Begründern eines nationalen-bulgarischen dekorativen Stils. Seine Bilder zeigen Motive aus dem ärmlichen bäuerlichen Leben und aus bulgarischen Liedern und Legenden. Darüber hinaus thematisierte er politische Auseinandersetzung seiner Zeit.

## Werke (Auswahl)
- Allerseelen, 1923
- Unsere Mütter gehen stets schwarz gekleidet, 1926
- September 1923, 1926